# Crotonoideae
Crotonoideae, biljna potporodica, dio je porodice mlječikovki.

## Povijest potporodice
Potporodica Crotonoideae, koja se pojavljuje u zimzelenim, vlažnim listopadnim kao i suhim listopadnim šumama svijeta, pokazuje disjunktni obrazac distribucije u Gondvani i jugoistočnoj Aziji. Ova je potporodica prošla kroz više specijacija i izumiranja tijekom putovanja Indijske ploče prema sjeveru tijekom kasne krede-ranog paleogena. Proučavani su fosilna pelud Crotonoideae iz kasne krede Deccan Intertrappeans (središnja Indija) i ranih paleogenskih sedimenata iz zapadnih indijskih rudnika lignita, i kao rezultat toga, izvješćeno je o 10 fosila peludi koji pokazuju sličnost s postojećim rodovima Blachia, Croton, Endospermum, Jatropha, Klaineanthus , i Tetrorchidium, koji predstavlja 4 plemena Crotonoideae viz. Adenoclineae, Codiaeae, Crotoneae i Jatropheae. Fosilni dokazi iz ove studije upućuju na gondvansko podrijetlo Crotonoideae. Na temelju postojećih i fosilnih vrsta, Afrika bi mogla biti mjesto podrijetla većine loza Crotonoideae koje su se kasnije raspršile u Indiju preko otočnog luka Kohistan-Ladakh tijekom kasnog Maastrichtskog-paleocena. Prijašnja distribucija Crotonoideae u regijama srednje visoke geografske širine posljedica je širenja potporodice iz Afrike u regije srednje geografske širine sjeverne hemisfere tijekom ranog paleogena putem boreotropskog puta širenja. Ova studija također potvrđuje hipotezu "Iz Indije" za širenje Crotonoideae iz Indije u jugoistočnu Aziju. Sadašnji duboki fosilni zapisi iz Indije o kojima se govori potvrđuju evolucijsku i biogeografsku povijest potporodice Crotonoideae.

## Tribusi, podtribusi i rodovi
- Crotonoideae Burmeist.
  - Adenoclineae G.L. Webster
    - Adenocline Turcz.
    - Ditta Griseb.
    - Endospermum Benth.
    - Glycydendron Ducke
    - Klaineanthus Pierre ex Prain
    - Omphalea L.
    - Tetrorchidium Poepp.

  - Aleuritideae Hurus.
    - Aleuritinae G.L. Webster
      - Aleurites J.R.Forst. & G.Forst.
      - Reutealis Airy Shaw
      - Vernicia Lour.

    - Benoistiinae Radcl.-Sm.
      - Benoistia H.Perrier & Leandri

    - Crotonogyninae G.L. Webster
      - Crotonogyne Müll.Arg.
      - Cyrtogonone Prain
      - Manniophyton Müll.Arg.

    - Garciinae Müll.-Arg.
      - Garcia Vahl ex Rohr

    - Grosserinae G.L. Webster
      - Cavacoa J.Léonard
      - Grossera Pax
      - Sandwithia Lanj.
      - Tannodia Baill.
      - Tapoides Airy Shaw

    - Neoboutoniinae G.L. Webster
      - Neoboutonia Müll.Arg.

  - Codieae G.Don
    - Acidocroton Griseb.
    - Baliospermum Blume
    - Baloghia Endl.
    - Blachia Baill.
    - Codiaeum Rumph. ex A.Juss.
    - Dimorphocalyx Thwaites
    - Dodecastigma Ducke
    - Fontainea Heckel
    - Garcia Vahl ex Rohr
    - Hylandia Airy Shaw
    - Ophellantha Standl.
    - Ostodes Blume
    - Pantadenia Gagnep.
    - Pausandra Radlk.
    - Sagotia Baill.
    - Strophioblachia Boerl.

  - Crotoneae Dumort.
    - Astraea Klotzsch
    - Brasiliocroton P.E.Berry & Cordeiro
    - Croton L.
    - Mildbraedia Pax
    - Paracroton Miq.

  - Elateriospermeae G.L. Webster
    - Elateriospermum Blume

  - Gelonieae
    - Cladogelonium Leandri
    - Suregada Roxb. ex Rottler

  - Jatropheae Baill.
    - Annesijoa Pax & K.Hoffm.
    - Deutzianthus Gagnep.
    - Jatropha L.
    - Joannesia Vell.
    - Leeuwenbergia Letouzey & N.Hallé
    - Oligoceras Gagnep.
    - Vaupesia R.E.Schult.

  - Manihoteae Pax
    - Cnidoscolus Pohl
    - Manihot Mill.

  - Micrandreae G.L. Webster
    - Hevea Aubl.
    - Micrandra Benth.
    - Micrandropsis W.A.Rodrigues

  - Ricinocarpeae Müll.-Arg.
    - Alphandia Baill.
    - Bertya Planch.
    - Beyeria Miq.
    - Borneodendron Airy Shaw
    - Cocconerion Baill.
    - Myricanthe Airy Shaw
    - Ricinocarpos Desf.

  - Ricinodendreae Hutch.
    - Givotia Griff.
    - Ricinodendron Müll.Arg.
    - Schinziophyton Hutch. ex Radcl.Sm.

  - Trigonostemoneae G.L. Webster
    - Trigonostemon Blume

## Vanjske poveznice
|  | Zajednički poslužitelj ima još gradiva o temi Crotonoideae |
|  | Wikivrste imaju podatke o taksonu Crotonoideae             |